# Сюрприз (пещера, Кыргызстан)
Сюрприз — пещера в правом борту каньона Данги. Сложная трехмерная пещера, в нижней части достигающая уровня подземных карстовых вод. Гидротермальные отложения представлены скаленоэдрическим кальцитом, гомологичными, по-видимому, рудному мрамору пещеры Ферсмана.